# Bemisia

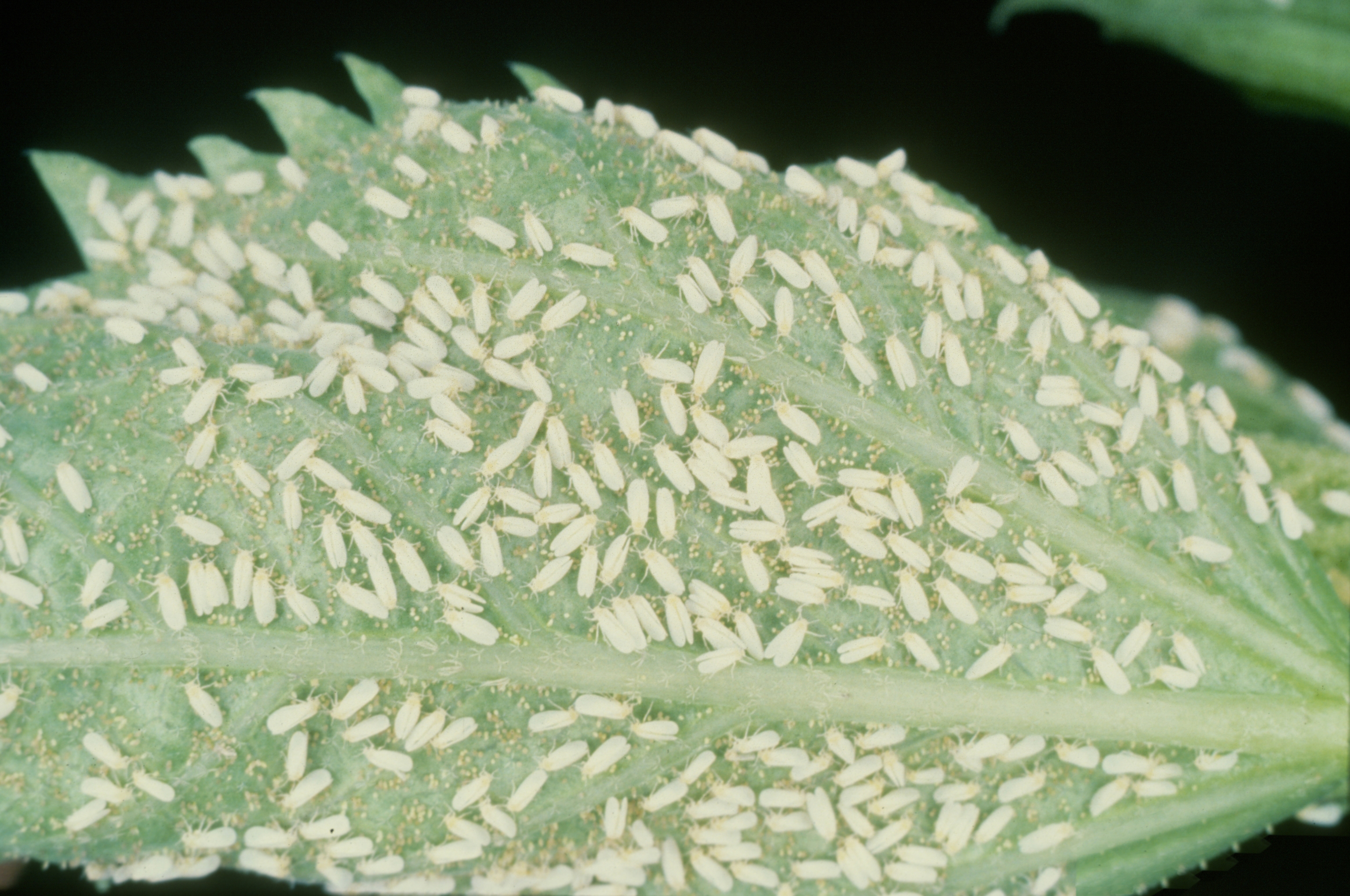
Bemisia argentifolii

Bemisia es un género de insectos hemípteros de la familia Aleyrodidae, subfamilia Aleyrodinae. Su distribución es casi cosmopolita, excepto zonas frías. El género fue descrito primero por Quaintance & Baker en 1914.

## Especies
Se reconocen las siguientes especies:
- Bemisia afer (Priesner & Hosny, 1934)
- Bemisia alni Takahashi, 1957
- Bemisia antennata Gameel, 1968
- Bemisia bambusae Takahashi, 1942
- Bemisia berbericola (Cockerell, 1896)
- Bemisia capitata Regu & David, 1991
- Bemisia caudasculptura Quaintance & Baker, 1937
- Bemisia centroamericana Martin, 2005
- Bemisia combreticula Bink-Moenen, 1983
- Bemisia confusa Danzig, 1964
- Bemisia cordylinidis Dumbleton, 1961
- Bemisia decipiens (Maskell, 1896)
- Bemisia elliptica Takahashi, 1960
- Bemisia euphorbiarum Hérnandez-Suárez & Malumphy, 2012
- Bemisia formosana Takahashi, 1933
- Bemisia giffardi (Kotinsky, 1907)
- Bemisia gigantea Martin, 1999
- Bemisia grossa Singh, 1931
- Bemisia guierae Bink-Moenen, 1983
- Bemisia hirta Bink-Moenen, 1983
- Bemisia lampangensis Takahashi, 1942
- Bemisia lauracea Martin, Aguiar & Pita, 1996
- Bemisia leakii (Peal, 1903)
- Bemisia medinae (Gomez-Menor, 1954)
- Bemisia mesasiatica Danzig, 1969
- Bemisia moringae (David & Subramaniam, 1976)
- Bemisia multituberculata Sundararaj & David, 1990
- Bemisia ovata (Goux, 1940)
- Bemisia poinsettiae Hempel, 1922
- Bemisia pongamiae Takahashi, 1931
- Bemisia porteri Corbett, 1935
- Bemisia psiadiae Takahashi, 1955
- Bemisia puerariae Takahashi, 1955
- Bemisia religiosa (Peal, 1903)
- Bemisia reyesi Hernández-Suárez & Martin, 2012
- Bemisia shinanoensis Kuwana, 1922
- Bemisia spiraeae Young, 1944
- Bemisia spiraeoides Mound & Halsey, 1978
- Bemisia subdecipiens Martin, 1999
- Bemisia sugonjaevi Danzig, 1969
- Bemisia tabaci (Gennadius, 1889)
- Bemisia tuberculata Bondar, 1923

Algunos autores hacen al género Lipaleyrodes sinónimo de Bemisia.